# Cryptogamia

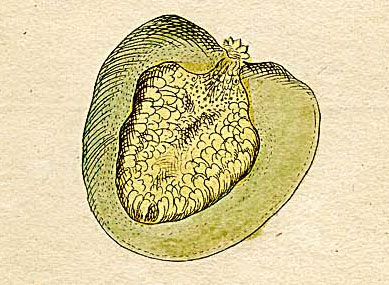
Cryptogamia

Em botânica, Cryptogamia  é uma classe de plantas segundo o sistema de Linné.  Apresentam flores não visíveis.
As ordens e os gêneros que constituem esta classe são:
Ordem 1. Filices
Gêneros: Onoclea, Ophioglossum, Osmunda, Agrosticum, Pteris, Blechnum, Hemionitis, Lonchitis, Asplenium, Polypodium, Adiantum, Trichomanes, Marsilea, Pilularia, Isoetes
Ordem 2. Musci
Gêneros: Lycopodium, Porella, Sphagnum, Fontinalis, Splachnum, Polytrichum, Mnium, Bryum, Hypnum
Ordem 3. Algae
Gêneros: Jungermannia, Targionia, Marchantia, Blasia, Riccia, Anthoceros, Lichen, Chara, Tremella, Fucus, Ulva, Conferva, Byssus, Spongia, Lithoxylon
Ordem 4. Fungi
Gêneros: Agaricus, Boletus, Hydnum, Phallus, Clathrus, Elvela, Peziza, Clavaria, Lycoperdon, Mucor